# 廬江國
庐江国，西汉时期封国，庐江国都城舒县（今安徽省庐江县）。

## 历史
前164年，置庐江国，汉文帝立刘长之子刘赐为庐江王。前153年，七国之乱后，国除，刘赐被改封衡山王，後为庐江郡。